# Bielawy (Skwierawy)
Bielawy (kaszb. Biélawë) – część wsi Skwierawy w Polsce, położona w województwie pomorskim, w powiecie bytowskim, w gminie Studzienice.
W latach 1975–1998 Bielawy administracyjnie należały do województwa słupskiego.